# Алешкович, Адий Борисович
Адий (Ади, Геннадий, Вадим) Борисович Алешкович (Олешкович) (род. 12 марта 1932) — советский хоккеист, защитник.

## Биография
Начинал играть в Кубке и первенстве РСФСР за «Динамо» Новосибирск (1950/51 — 1951/52). Пять сезонов (1954/55 — 1959/60) провёл за команду в чемпионате СССР. В сезонах 1960/61 — 1961/62 выступал в чемпионате за «Металлург» Сталинск/Новокузнецк.
Был играющим тренером в клубах первенства РСФСР «Торпедо» Усть-Каменогорск (1962/63) и «Энергия» Новосибирск (1963/64 — 1964/65).
Евгений Адиевич Алешкович (род. 31.05.1959) в сезоне 1979/80 играл в классе «Б» за команду БАМ (Тында).